# Milltownpass
Milltownpass is een plaats in het Ierse graafschap County Westmeath.